# Team Virtu Cycling
Das Team Virtu Cycling war ein dänisches Radsportteam mit Sitz in Herning.
Die Mannschaft wurde 2006 unter dem Namen Vision Bikes gegründet, fuhr 2007 als Vision Bikes-Løgstør Parkhotel, 2008 unter dem Namen Team Løgstør-Cycling for Health und 2009 als Blue Water-Cycling for Health. Von 2006 bis 2009 nahm die Mannschaft als Continental Team an den UCI Continental Circuits teil. Die meisten Rennen fahren sie in Europa. Manager ist Jacob Nielsen, der von den Sportlichen Leitern Jan Bojsen, Anders Fialla, Michael Gregersen, Michael Guldhammer, Frank Hyldgaard, Allan Johansen, Brian Petersen und Preben Svenningsen unterstützt wird. Die Mannschaft wird mit Fahrrädern der Marke Vision ausgestattet. Sponsor war unter anderem von 2007 bis 2008 die dänische Hotelkette Løgstør Parkhotel.
Im Jahr 2010 fusionierte das Team mit Designa Køkken zum Team Designa Køkken-Blue Water. Seit 2012 ist die Mannschaft wieder eigenständig und hat wieder eine Lizenz als Continental Team. 2014 fusionierte die Mannschaft mit dem Team TreFor.
Im Juli 2016 übernahm der Sieger der Tour de France 1996 Bjarne Riis, dessen Sohn Thomas Nybo bei dem Team fuhr, zusammen mit Lars Seier, dem ehemaligen Vorstandsvorsitzenden der Saxo-Bank, über die Betreibergesellschaft Virtu Cycling Group die Mannschaft, nachdem der bisherige Sponsor bekannt gab, sein Engagement zum Jahresende einzustellen. Die in Team Virtu Pro-Veloconcept umbenannte Mannschaft sollte zukünftig als Nachwuchsmannschaft für ein UCI WorldTeam dienen. Die Mannschaft löste sich jedoch nach Ablauf der Saison 2018 aufgrund fehlender Sponsoren auf.

## Saison 2018

### Erfolge in der UCI Europe Tour
In den Rennen der UCI Europe Tour Saison 2018 der UCI Europe Tour gelangen die nachstehenden Erfolge.
| Datum         | Rennen                             | Kat. | Sieger                 |
| ------------- | ---------------------------------- | ---- | ---------------------- |
| 9. März       | 1. Etappe Istrian Spring Trophy    | 2.2  | Kasper Asgreen         |
| 11.–15. April | Gesamtwertung Tour du Loir-et-Cher | 2.2  | Asbjørn Kragh Andersen |
| 1. Mai        | Eschborn-Frankfurt (U23)           | 1.2U | Niklas Larsen          |
| 3. Mai        | 1. Etappe Rhône-Alpes Isère Tour   | 2.2  | Niklas Larsen          |
| 5. Mai        | Sundvolden GP                      | 1.2  | Alexander Kamp         |
| 20. Mai       | 5. Etappe Tour of Norway           | 2.HC | Alexander Kamp         |
| 27. Mai       | Circuit de Wallonie                | 1.2  | Mikkel Frolich Honore  |
| 1. September  | Lillehammer GP                     | 1.2  | Alexander Kamp         |

### Mannschaft
| Teamkader 2018                                 | Teamkader 2018    | Teamkader 2018 | Teamkader 2018                      |
| Name                                           | Geburtsdatum      | Land           | Vorheriges Team                     |
| ---------------------------------------------- | ----------------- | -------------- | ----------------------------------- |
| Asbjørn Kragh Andersen                         | 9. April 1992     | Dänemark       | Delko-Marseille Provence-KTM (2017) |
| Kasper Asgreen (1. Jan.–31. Mär., Anm.)        | 8. Februar 1995   | Dänemark       | MLP Bergstraße (2015)               |
| Jakob Egholm                                   | 27. April 1998    | Dänemark       | Giant-Castelli (2017)               |
| Audun Fløtten                                  | 20. August 1990   | Norwegen       | Uno-X Hydrogen Development (2017)   |
| Rasmus Guldhammer                              | 9. März 1989      | Dänemark       | Stölting Service Group (2016)       |
| Mikkel Frølich Honoré (1. Jan.–31. Jul., Anm.) | 21. Januar 1997   | Dänemark       | Lotto-Soudal U23 (2017)             |
| Andreas Jeppesen                               | 21. Juli 1996     | Dänemark       |                                     |
| Alexander Kamp                                 | 14. Dezember 1993 | Dänemark       | Stölting Service Group (2016)       |
| Mathias Krigbaum                               | 3. Februar 1995   | Dänemark       | ColoQuick-Cult (2017)               |
| Johan Langballe                                | 9. Februar 1999   | Dänemark       | Herning CK Junior (2017)            |
| Niklas Larsen                                  | 22. März 1997     | Dänemark       | Team Kelberg-Roskilde Junior (2015) |
| Jesper Schultz                                 | 27. Februar 1996  | Dänemark       | ColoQuick-Cult (2017)               |
| Torkil Veyhe                                   | 9. Januar 1990    | Färöer         | ColoQuick-Cult (2017)               |
|                                                |                   |                |                                     |
| Quellen: ProCyclingStats Cycling Quotient      |                   |                |                                     |

Anmerkung: Kasper Asgreen, Teamwechsel
Anmerkung: Mikkel Frølich Honoré, Stagiaire

## Saison 2017

### Erfolge in der UCI Europe Tour
In den Rennen der UCI Europe Tour Saison 2017 der UCI Europe Tour gelangen die nachstehenden Erfolge.
| Datum         | Rennen                                 | Kat. | Sieger            |
| ------------- | -------------------------------------- | ---- | ----------------- |
| 12. März      | 3. Etappe International Tour of Rhodes | 2.2  | Alexander Kamp    |
| 8. April      | 2. Etappe Circuit des Ardennes         | 2.2  | Rasmus Guldhammer |
| 15. April     | 4. Etappe Tour du Loir-et-Cher         | 2.2  | Alexander Kamp    |
| 12.–16. April | Gesamtwertung Tour du Loir-et-Cher     | 2.2  | Alexander Kamp    |
| 29. April     | GP Viborg                              | 1.2  | Kasper Asgreen    |
| 6. Mai        | Sundvolden GP                          | 1.2  | Rasmus Guldhammer |
| 7. Mai        | Ringerike GP                           | 1.2  | Rasmus Guldhammer |
| 31. Juli      | 4. Etappe Kreiz Breizh Elites          | 2.2  | Rasmus Guldhammer |

### Erfolge bei den Nationalen Straßen-Radsportmeisterschaften
In den Rennen zu den Nationalen Straßen-Radsportmeisterschaften 2017 gelangen die nachstehenden Erfolge.
| Datum   | Rennen                                          | Sieger                    |
| ------- | ----------------------------------------------- | ------------------------- |
| 13. Mai | Dänische Meisterschaft – Einzelzeitfahren (U23) | Kasper Asgreen            |
| 14. Mai | Dänische Meisterschaft – Straßenrennen (U23)    | Michael Carbel Svendgaard |

### Mannschaft
| Teamkader 2017                                             | Teamkader 2017    | Teamkader 2017 | Teamkader 2017                                     |
| Name                                                       | Geburtsdatum      | Land           | Vorheriges Team                                    |
| ---------------------------------------------------------- | ----------------- | -------------- | -------------------------------------------------- |
| Kasper Asgreen                                             | 8. Februar 1995   | Dänemark       | MLP Bergstraße (2015)                              |
| Michael Carbel                                             | 7. Februar 1995   | Dänemark       | Stölting Service Group (2016)                      |
| Anthon Charmig                                             | 25. März 1998     | Dänemark       | Team Børkop Cykler-Carl Ras Roskilde Junior (2016) |
| Niklas Eg                                                  | 6. Januar 1995    | Dänemark       | Herning Cykle Klub (2015)                          |
| Rasmus Guldhammer                                          | 9. März 1989      | Dänemark       | Stölting Service Group (2016)                      |
| Andreas Jeppesen                                           | 21. Juli 1996     | Dänemark       |                                                    |
| Alexander Kamp                                             | 14. Dezember 1993 | Dänemark       | Stölting Service Group (2016)                      |
| Niklas Larsen                                              | 22. März 1997     | Dänemark       | Team Kelberg-Roskilde Junior (2015)                |
| Mark Pedersen                                              | 6. November 1991  | Dänemark       | Blue Water (2013)                                  |
| Mads Rahbek                                                | 19. Oktober 1995  | Dänemark       | Blue Water Junior (2013)                           |
| Michael Reihs                                              | 25. April 1979    | Dänemark       | Stölting Service Group (2016)                      |
| Thomas Riis                                                | 31. August 1992   | Dänemark       | Blue Water (2013)                                  |
| Nicolaj Steen                                              | 4. Januar 1995    | Dänemark       |                                                    |
|                                                            |                   |                |                                                    |
| Quellen: ProCyclingStats Cycling Quotient Cycling Archives |                   |                |                                                    |

## Saison 2008

### Erfolge in der UCI Europe Tour
In den Rennen der UCI Europe Tour Saison 2008 der UCI Europe Tour gelangen die nachstehenden Erfolge.
| Datum    | Rennen               | Fahrer        |
| -------- | -------------------- | ------------- |
| 10. Mai  | Skandis Race Uppsala | Morten Høberg |
| 22. Juni | GP Nordjylland       | Daniel Foder  |

## Platzierungen in UCI-Ranglisten
UCI America Tour
| Saison    | Mannschaftswertung | Fahrerwertung         |
| --------- | ------------------ | --------------------- |
| 2009      | -                  | -                     |
| 2012-2014 | -                  | -                     |
| 2015      | 50.                | Michael Olsson (353.) |
| 2016      | -                  | -                     |

UCI Asia Tour
| Saison    | Mannschaftswertung | Fahrerwertung         |
| --------- | ------------------ | --------------------- |
| 2009      | -                  | -                     |
| 2012-2013 | -                  | -                     |
| 2014      | 32.                | Patrick Clausen (65.) |
| 2015      | 65.                | Mark Pedersen (163.)  |
| 2016      | 57.                | Kasper Asgreen (152.) |

UCI Europe Tour
| Saison | Mannschaftswertung | Fahrerwertung                  |
| ------ | ------------------ | ------------------------------ |
| 2009   | 97.                | Rasmus Christian Quaade (642.) |
| 2012   | 84.                | Rasmus Christian Quaade (331.) |
| 2013   | 37.                | Lasse Norman Hansen (50.)      |
| 2014   | 33.                | Rasmus Guldhammer (72.)        |
| 2015   | 25.                | Søren Kragh Andersen (20.)     |
| 2016   | 51.                | Mads Würtz Schmidt (114.)      |